# 郡山南郵便局
郡山南郵便局（こおりやまみなみゆうびんきょく）は福島県郡山市にある郵便局。民営化前の分類では集配普通郵便局であった（現在は集配機能を廃止）。

## 概要
住所：〒963-0107 福島県郡山市安積3-333

## 沿革
- 1910年（明治43年）3月26日 - 永盛（ながもり）郵便局（三等）として開設[1]。
- 1938年（昭和13年）3月21日 - 電話事務を郡山郵便局に移管[2]。
- 1956年（昭和31年）6月10日 - 安積（あさか）郵便局に改称[3]。
- 1968年（昭和43年）11月10日 - 和文電報配達事務を、郡山電報電話局および須賀川電報電話局に移管。
- 1982年（昭和57年）3月23日 - 郡山市笹川二丁目から同市安積三丁目に移転。
- 1985年（昭和60年）12月2日 - 三穂田郵便局から集配業務を移管（これに伴い安積郵便局の郵便番号が〒969-05から、三穂田郵便局が使用していた〒963-01に変更）。
- 1986年（昭和61年）8月11日 - 特定郵便局から普通郵便局に局種別改定。
- 1989年（平成元年）7月10日 - 郡山南郵便局に改称。
- 1999年（平成11年） - 外国通貨の両替および旅行小切手の売買に関する業務取扱を開始。
- 2007年（平成19年）10月1日 - 民営化に伴い、併設された郵便事業郡山南支店に一部業務を移管。
- 2012年（平成24年）10月1日 - 日本郵便株式会社発足に伴い、郵便事業郡山南支店を郡山南郵便局に統合。
- 2018年（平成30年）3月5日 - 集配業務を郡山郵便局に移管、無集配局となる[4]。
- 2024年（令和6年）3月31日 - この日をもって、国際送金業務の取扱いを終了[5]。

## 取扱内容
- 郵便、印紙、ゆうパック、内容証明
- 貯金、為替、振替、振込、国債、投資信託
- 生命保険、バイク自賠責保険、自動車保険
- ゆうちょ銀行ATM

## 周辺
- ヨークベニマル安積町店
- 国道4号

## アクセス
- JR東北本線・水郡線 安積永盛駅から徒歩約19分
- 福島交通バス 安積二丁目停留所下車
- 東北自動車道 郡山南ICから東へ約5km
- 駐車場あり：18台